# Tuburan
Tuburan (Bayan ng Tuburan) är en kommun i Filippinerna. Kommunen tillhör provinsen Cebu och ligger på ön med samma namn. Folkmängden uppgår till 51 845 invånare.

## Barangayer
Tuburan är indelat i 54 barangayer.
| - Alegria - Amatugan - Antipolo - Apalan - Bagasawe - Bakyawan - Bangkito - Bulwang - Kabangkalan - Kalangahan - Kamansi - Kan-an - Kanlunsing - Kansi - Caridad - Carmelo - Cogon - Colonia | - Daan Lungsod - Fortaliza - Ga-ang - Gimama-a - Jagbuaya - Kabkaban - Kagba-o - Kampoot - Kaorasan - Libo - Lusong - Macupa - Mag-alwa - Mag-antoy - Mag-atubang - Maghan-ay - Mangga - Marmol | - Molobolo - Montealegre - Putat - San Juan - Sandayong - Santo Niño - Siotes - Sumon - Tominjao - Tomugpa - Barangay I (Pob.) - Barangay II (Pob.) - Barangay III (Pob.) - Barangay IV (Pob.) - Barangay V (Pob.) - Barangay VI (Pob.) - Barangay VII (Pob.) - Barangay VIII (Pob.) |